# Eulalia Lapresta
Eulalia Lapresta (Rueda, Valladolid, 10 de diciembre de 1887 - Cuenca, 19 de febrero de1991) fue una funcionaria española, residente desde 1917 en la Residencia de Señoritas de Madrid, donde fue designada por María de Maeztu como Secretaria hasta 1936. Desaparecida la Residencia de Señoritas como tal entidad, siguió como Secretaria del Colegio Mayor Santa Teresa de Jesús, institución católica que vino a ocupar el edificio. Se le atribuye el mérito de conservar el archivo de ambas instituciones, denominado Legado Eulalia Lapresta.

## Biografía
Terminó la Escuela Primaria en 1898. En 1917 se trasladó a Madrid para preparar unas oposiciones. Instalada en la Residencia de Señoritas comenzó a colaborar con María de Maetzu en la organización del centro, permaneciendo en él hasta 1936. También fue socia del Lyceum Club Femenino, fundado por María de Maeztu en 1926, y que era lugar de encuentro de las mujeres de la época.
Quizá oportunamente advertida, Lapresta se encontraba en Burgos al producirse el golpe de Estado del 18 de julio de 1936. El 14 de agosto de 1942, la Residencia pasó al Colegio Mayor de Santa Teresa de Jesús bajo el patrocinio de la Sección Femenina de Falange Española de las JONS, creado anteriormente y dependiente de la Universidad de Madrid, donde Lapresta siguió como secretaria del nuevo centro, con nueva directora y nuevo régimen político. Tras su jubilación se trasladó a la casa de su sobrina en Madrid hasta fallecer en 1991.